# Kaj Hendriks
Kaj Hendriks, né le 19 août 1987, est un rameur néerlandais.

## Palmarès

### Jeux olympiques d'été
| Discipline       | Londres 2012 Royaume-Uni |
| ---------------- | ------------------------ |
| Quatre de pointe | 5e                       |

### Championnats du monde
| Discipline       | Poznań 2009 Pologne | Karapiro 2010 Nouvelle-Zélande | Bled 2011 Slovénie | Plovdiv 2012 Bulgarie | Chungju 2013 Corée du Sud | Amsterdam 2014 Pays-Bas | Aiguebelette 2015 France |
| ---------------- | ------------------- | ------------------------------ | ------------------ | --------------------- | ------------------------- | ----------------------- | ------------------------ |
| Quatre de pointe |                     |                                |                    |                       | Or                        |                         |                          |
| Huit             |                     |                                |                    |                       |                           |                         | Bronze                   |

### Championnats d'Europe
| Discipline       | Montemor-o-Velho 2010 Portugal | Plovdiv 2011 Bulgarie | Varèse 2012 Italie | Séville 2013 Espagne | Belgrade 2014 Serbie | Poznań 2015 Pologne |
| ---------------- | ------------------------------ | --------------------- | ------------------ | -------------------- | -------------------- | ------------------- |
| Quatre de pointe |                                |                       |                    | Or                   |                      |                     |